# Élections municipales salvadoriennes de 2021
Les élections municipales salvadoriennes de 2021 se déroulent le 28 février 2021 afin de renouveler les membres des 262 conseils municipaux du Salvador. Des élections législatives ont lieu le même jour.